# Rocky és Bakacsin új kalandja
A Rocky és Bakacsin új kalandja (Rocky and Bullwinkle) egy 2014-ben készült háromdimenziós számítógépanimációs rövidfilm, melyet a DreamWorks Animation alkotott. A 9 perces film főszereplője Rocky és Bakacsin, akik a televízióban jól ismert Rocky és Bakacsin kalandjai című rajzfilmsorozatban szerepeltek.
Exkluzív premiert 2014. július 25-én tartották a San Diegói Comic-Con-on. A rövidfilm a Mr. Peabody és Sherman kalandjai című animációs film 3D Blu-ray kiadásában szerepel, mely Amerikában 2014. október 14-én jelenik meg.
Az animációs veterán, Gary Trousdale rendezte, a vezető producere Tiffany Ward (aki az eredeti sorozat alkotójának, Jay Ward-nak lánya) volt és Robert Ben Garant írta.

## Szereplők
| Szereplő          | Eredeti hang  |
| ----------------- | ------------- |
| Rocky             | June Foray    |
| Bakacsin          | Tom Kenny     |
| Borisz Rosszalkov | Robert Cait   |
| Natasa Fatale     | Lauri Fraser  |
| Rettegett vezér   | Thomas Lennon |